# Amazona frontvermella
L'amazona frontvermellao amazona de galtes verdes (Amazona viridigenalis) és una espècie d'ocell de la família dels psitàcids que habita selva, boscos i terres de conreu del nord-est de Mèxic.